# Antoni Bernadó
Antoni Bernadó, född 9 december 1966, är en andorransk friidrottare. Han deltog vid olympiska sommarspelen 1996, olympiska sommarspelen 2000, olympiska sommarspelen 2004, olympiska sommarspelen 2008 och olympiska sommarspelen 2012.